# Vicente Dutra
Pour les articles homonymes, voir Dutra.
Vicente Dutra est une municipalité du Nord-Ouest de l'État du Rio Grande do Sul faisant partie de la microrégion de Frederico Westphalen  et située à 464 km au nord-ouest de Porto Alegre, capitale de l'État. Elle se situe à une latitude de 27° 09′ 43″ sud et à une longitude de 53° 24′ 19″ ouest, à une altitude de 260 mètres. Sa population était estimée à 5 569, pour une superficie de 195 km2. On y accède par les BR-158/386 et RS-150. Elle est séparée de l'État de Santa Catarina par le rio Uruguai.

## Histoire
Vicente Dutra trouve son origine dans la découverte d'une source au pouvoir laxatif et médicinal, sur ce qui est aujourd'hui le territoire de la municipalité, à l'époque où elle appartenait à Palmeira das Missões. La découverte en revient à João do Prado, révolutionnaire en fuite de Palmeira das Missões, vers 1912.
En 1916 la terre et les eaux furent analysées à Porto Alegre, où furent prouvées les propriétés curatives. En 1917, la connaissance de ces sources attire les colons.
Un des faits qui marqua l'histoire de la commune fut le passage de la Colonne Prestes, en 1924, quand beaucoup de gens, effrayés, fuirent vers l'État voisin de Santa Catarina et l'Argentine.
En 1933 Vicente Dutra est élevé à la catégorie de 2e district d'Iraí sous le nom de Vila do Prado, par acte du maire d'Iraí de l'époque, le médecin Vicente Dutra.
En 1948 son nom change pour celui de Novo Prado. En 1950, la dénomination passe à Vila de Vicente Dutra, en hommage à l'administrateur d'Irai. En 1955, le territoire intègre la nouvelle municipalité de Frederico Westphalen.

## Économie
L'agriculture constitue une des plus importantes sources de revenus de Vicente Dutra, produisant, principalement, du maïs, du soja, des haricots, du tabac, de la canne à sucre, du manioc et du maraîchage dans de petites et moyennes propriétés rurales. L'élevage de bétail bovin et porcin pour la viande et de vaches laitères représente aussi une part importante du secteur primaire et de l'économie de la commune.
Les industries y sont aussi présentes en nombre réduit autour de briqueteries, de scieries, de menuiseries, de meuneries et de la céramiques. On y trouve aussi des tourneries de cuias, récipient pour boire le maté.

## Maires
| Période | Période | Identité            | Étiquette | Qualité |
| ------- | ------- | ------------------- | --------- | ------- |
| 2004    | 2008    | Casemiro Telski     | PDT       |         |
| 2008    | 2012    | Osmar José da Silva | PDT       |         |

## Villes voisines
- Frederico Westphalen
- Caiçara